# Ikegusuku Anki
Ikegusuku Ueekata Anki (池城 親方 安規) (1829 – 30 avril 1877) aussi connu sous son nom de style chinois Mō Yūhi (毛 有斐), est un aristocrate et fonctionnaire du gouvernement du royaume de Ryūkyū. Il est membre du Sanshikan de 1873 à 1877.